# Simalungun (Pematang Siantar)
Simalungun is een bestuurslaag in het regentschap Pematang Siantar van de provincie Noord-Sumatra, Indonesië. Simalungun telt 2439 inwoners (volkstelling 2010).

## Geboren
- Bill Saragih (1933-2008), jazzmusicus